# NGC 2410
NGC 2410 est une vaste galaxie spirale barrée située dans la constellation des Gémeaux. NGC 2410 a été découverte par l'astronome américain Truman Safford en 1877.

## Caractéristiques
Sa vitesse par rapport au fond diffus cosmologique est de 4 793 ± 11 km/s, ce qui correspond à une distance de Hubble de 70,7 ± 5,0 Mpc (∼231 millions d'al).
À ce jour, sept mesures non basées sur le décalage vers le rouge (redshift) donnent une distance de 63,200 ± 1,252 Mpc (∼206 millions d'al), ce qui est à l'extérieur des valeurs de la distance de Hubble. Notons que c'est avec la valeur moyenne des mesures indépendantes, lorsqu'elles existent, que la base de données NASA/IPAC calcule le diamètre d'une galaxie et qu'en conséquence le diamètre de NGC 2410 pourrait être d'environ 51,6 kpc (∼168 000 al) si on utilisait la distance de Hubble pour le calculer.
La classe de luminosité de NGC 2410 est II et elle présente une large raie HI. C'est une galaxie active de type Seyfert 2 dont les raies d’émissions optiques du noyau sont étroites (NLAGN, pour «narrow-line active galactic nucleus»).

## Groupe de NGC 2410
NGC 2410 est la plus grosse et la plus brillante galaxie d'un groupe de galaxies d'au moins 5 membres qui porte son nom. Les 4 autres galaxies du groupe de NGC 2410 sont IC 2193, IC 2196, IC 2199 et UGC 3904.